# Şehzade Bayezid
Şehzade Bayezid, född 12 december 1612 i Istanbul, död där 27 juli 1635, var en osmansk prins. Han var son till sultan Ahmed I och Mahfiruz Hadice Sultan. 
Han mördades på order av Murad den 27 juli 1635 i Topkapıpalatset på grund av några rykten om att Murads fiender ville sätta Bayezid på tronen. Han begravdes i Ahmed I-mausoleet, Sultan Ahmed-moskén.